# Heinrich Demand
Heinrich Demand (* 30. Mai 1902 in Eickel oder Wanne; † 16. April 1974) war ein deutscher Politiker (SPD). Er war von 1950 bis 1958 Mitglied des Landtags von Nordrhein-Westfalen.

## Ausbildung und Beruf
Nach der Volksschule begann Heinrich Demand 1916 als Bergmann zu arbeiten. 1918 wurde er Gewerkschaftsmitglied. Er bildete sich vor 1933 und nach 1945 auf gewerkschaftlichen Lehrgängen fort und wurde Arbeitsdirektor der Bergwerke Königsborn-Werne AG.

## Politik
Demand wurde 1924 SPD-Mitglied. 1932 bis 1933 war er Stadtverordneter in Kamen. Nach 1946 wurde er wieder in regionalen Partei- und Gewerkschaftsgremien von SPD und IG Bergbau aktiv. Er wurde in der zweiten und dritten Wahlperiode als Direktkandidat der SPD im Wahlkreis 112 (Unna-Nord) in den nordrhein-westfälischen Landtag gewählt, er war Abgeordneter vom 5. Juli 1950 bis zum 12. Juli 1958.